# Herbert Fleischmann
Herbert Fleischmann (13 de marzo de 1925 - 5 de abril de 1984) fue un actor teatral, cinematográfico, radiotelevisivo y de voz de nacionalidad alemana.

## Biografía
Nacido en Núremberg, Alemania, la llamativa voz de Fleischmann le facilitó trabajar en la radio tras la Segunda Guerra Mundial, medio en el cual trabajó como locutor y actor de radioteatro. Actuó principalmente para Bayerischer Rundfunk, participando en producciones como Am grünen Strand der Spree (1956), Die schwarze Wolke (1958), Zeit der Schuldigen (1961), Der Weihnachtsabend (1965), Gestatten, mein Name ist Cox – Heißen Dank fürs kalte Buffet (1969), Das Faß (1973) y Der Fall Dr. Crippen (1979).
Fleischmann completó su formación como actor en el Seminario Max Reinhardt de Viena, actuando después en el Kammerspiele Bremen. Tuvo otras actuaciones teatrales en Baden-Baden, Hamburgo, Berlín, Fráncfort del Meno, Stuttgart, Zúrich y Múnich. Su debut cinematográfico llegó en 1961 con Barbara - Wild wie das Meer. Para la gran pantalla trabajó en varias ocasiones en adaptaciones de novelas de Johannes Mario Simmel. A partir de 1962 inició su carrera como actor televisivo. Fue conocido por su trabajo como el científico Dr. Schiller en Raumpatrouille, y por su aparición en producciones televisivas como Derrick y Der Kommissar. Como actor de voz, se encargó del doblaje de intérpretes como James Drury y Robert Newton.
Fleischmann, que había estado casado con las actrices Ruth Leuwerik y Miriam Spoerri, falleció el 5 de abril de 1984 en Cavigliano, Suiza, a causa de una insuficiencia cardiaca, siendo enterrado en esa población.

## Filmografía (selección)
- 1961 : Barbara - Wild wie das Meer
- 1963 : Durchbruch Lok 234
- 1964 : Marie Octobre (telefilm)
- 1965 : Der Sommer der 17. Puppe (telefilm)
- 1965 : Ankunft bei Nacht (telefilm)
- 1965 : Die fünfte Kolonne (serie TV), episodio Ein Mann namens Pavlow
- 1965 : Oberst Wennerström (telefilm)
- 1965 : Gewagtes Spiel (serie TV), episodio Das Geheimnis von Scheferloh
- 1966 : Raumpatrouille (serie TV), episodios Planet außer Kurs y Der Kampf um die Sonne
- 1967 : Das Kriminalmuseum (serie TV), episodio Die Reisetasche
- 1967 : Kopfstand, Madam!
- 1967 : Dem Täter auf der Spur (serie TV), episodio Am Rande der Manege
- 1968 : Die sieben Männer der Sumuru
- 1968 : Graf Yoster gibt sich die Ehre (serie TV), episodio Traumland-Blues
- 1969 : Van Gogh (telefilm)
- 1970 : Vor Sonnenuntergang (telefilm)
- 1971 : Das Freudenhaus
- 1971 : Und Jimmy ging zum Regenbogen
- 1971 : Käpt’n Rauhbein aus St. Pauli
- 1971 : Liebe ist nur ein Wort
- 1971 : Der Kommissar (serie TV), episodio Ein rätselhafter Mord
- 1972 : Geliebter Mörder (telefilm)
- 1972 : Verdacht gegen Barry Croft (telefilm)
- 1972 : Der Stoff aus dem die Träume sind
- 1972 : Verrat ist kein Gesellschaftsspiel (telefilm)
- 1972 : Der Fall Opa (telefilm)
- 1972 : Der Illegale (miniserie TV)
- 1973 : Alle Menschen werden Brüder
- 1973 : … aber Jonny!
- 1973 : Kara Ben Nemsi Effendi (serie TV)
- 1973 : Zinksärge für die Goldjungen
- 1974 : Drei Männer im Schnee
- 1974 : Der kleine Doktor (serie TV), episodio Mord im Moor
- 1974 : Die Antwort kennt nur der Wind
- 1974 : Der Kommissar (serie TV), episodio Im Jagdhaus
- 1974 : Derrick (serie TV), episodio Stiftungsfest
- 1975 : Verbrechen nach Schulschluß
- 1975 : Der Kommissar (serie TV), episodio Ein Mord nach der Uhr
- 1976 : Lobster (miniserie TV), episodio Zwei Fliegen
- 1977 : Es muß nicht immer Kaviar sein (serie TV)
- 1977 : Die Kette (miniserie TV)
- 1977 : Flucht (telefilm)
- 1977 : Derrick (serie TV), episodio Hals in der Schlinge
- 1978 : Tatort (serie TV), episodio Lockruf
- 1978 : Geschichten aus der Zukunft (serie TV)
- 1979 : Die Protokolle des Herrn M. (serie TV)
- 1980 : Derrick (serie TV), episodio Hanna, liebe Hanna
- 1980 : Derrick (serie TV), episodio Eine unheimlich starke Persönlichkeit
- 1981 : Derrick (serie TV), episodio Eine ganz alte Geschichte
- 1981 : Der Fuchs von Övelgönne (serie TV)
- 1982 : Der Alte (serie TV), episodio Tote Lumpen jagt man nicht
- 1983 : Das Traumschiff (serie TV), episodio Puerto Rico
- 1984 : Derrick (serie TV), episodio Das Mädchen in Jeans
- 1984 : Derrick (serie TV), episodio Manuels Pflegerin

## Teatro
- 1949 : Johann Wolfgang von Goethe: Fausto, dirección de Wolfgang Langhoff (Deutsches Theater de Berlín)

## Radio (selección)
- 1959 : Georges Simenon: Maigret und seine Skrupel, dirección de Gert Westphal
- 1969 : Raymond Chandler: Ich werde warten, dirección de Hermann Naber (Südwestfunk)
- 1969 : Jürgen Becker: Häuser, dirección de Raoul Wolfgang Schnell (Westdeutscher Rundfunk/Süddeutscher Rundfunk/SWF)
- 1971 : Arnold E. Ott: Radar-Kontrolle, dirección de Heinz-Günter Stamm (Bayerischer Rundfunk)

## Premios
- 1972 : Premio Ernst Lubitsch concedido por los periodistas cinematográficos por su actuación en Das Freudenhaus[4]